# Pterolophia quadrilineatus
Pterolophia quadrilineatus är en skalbaggsart som först beskrevs av Hope 1841.  Pterolophia quadrilineatus ingår i släktet Pterolophia och familjen långhorningar. Inga underarter finns listade i Catalogue of Life.